# نظام وقوف السيارات الآلي

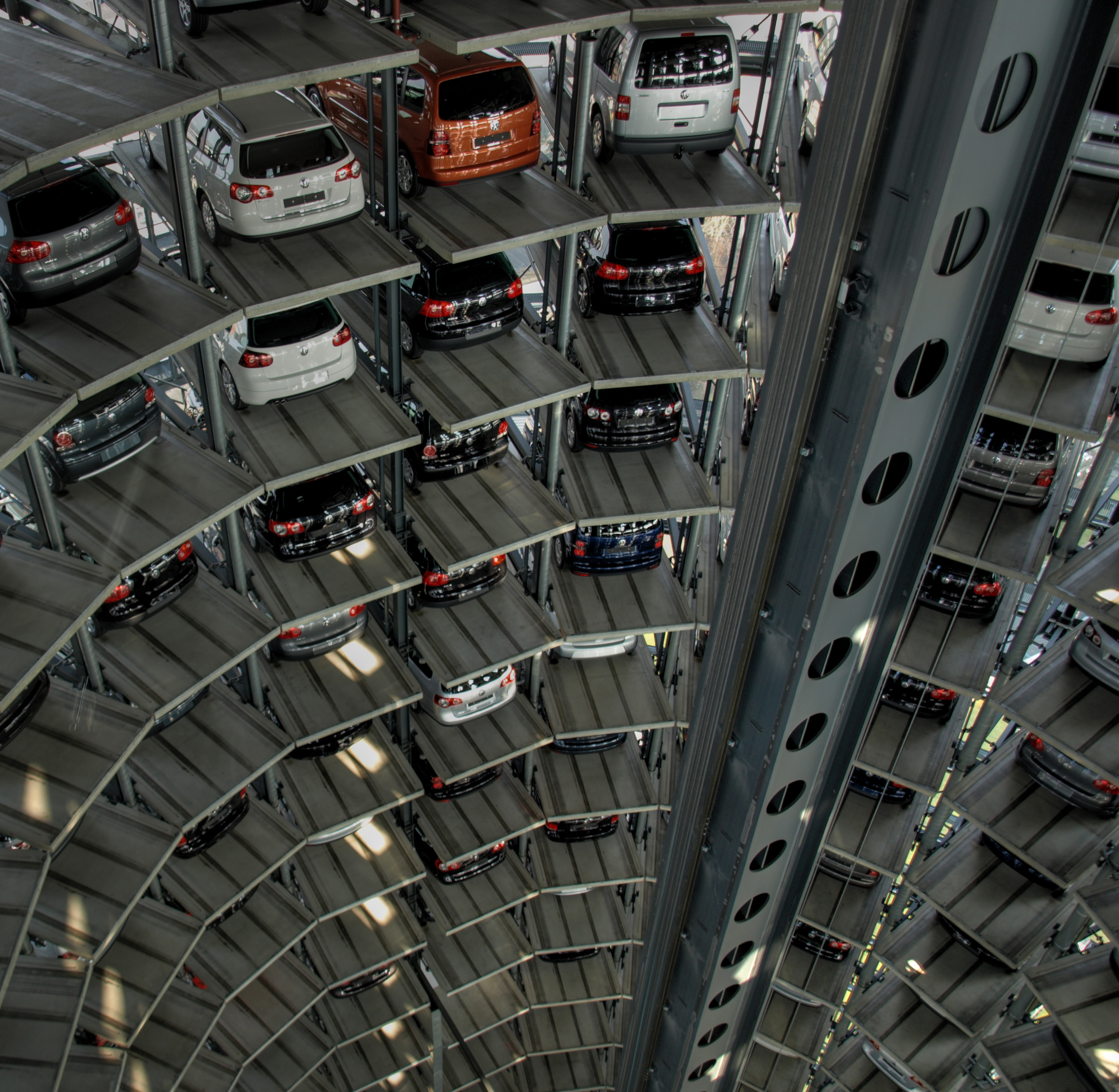
موقف آلي مليء يالسيارات

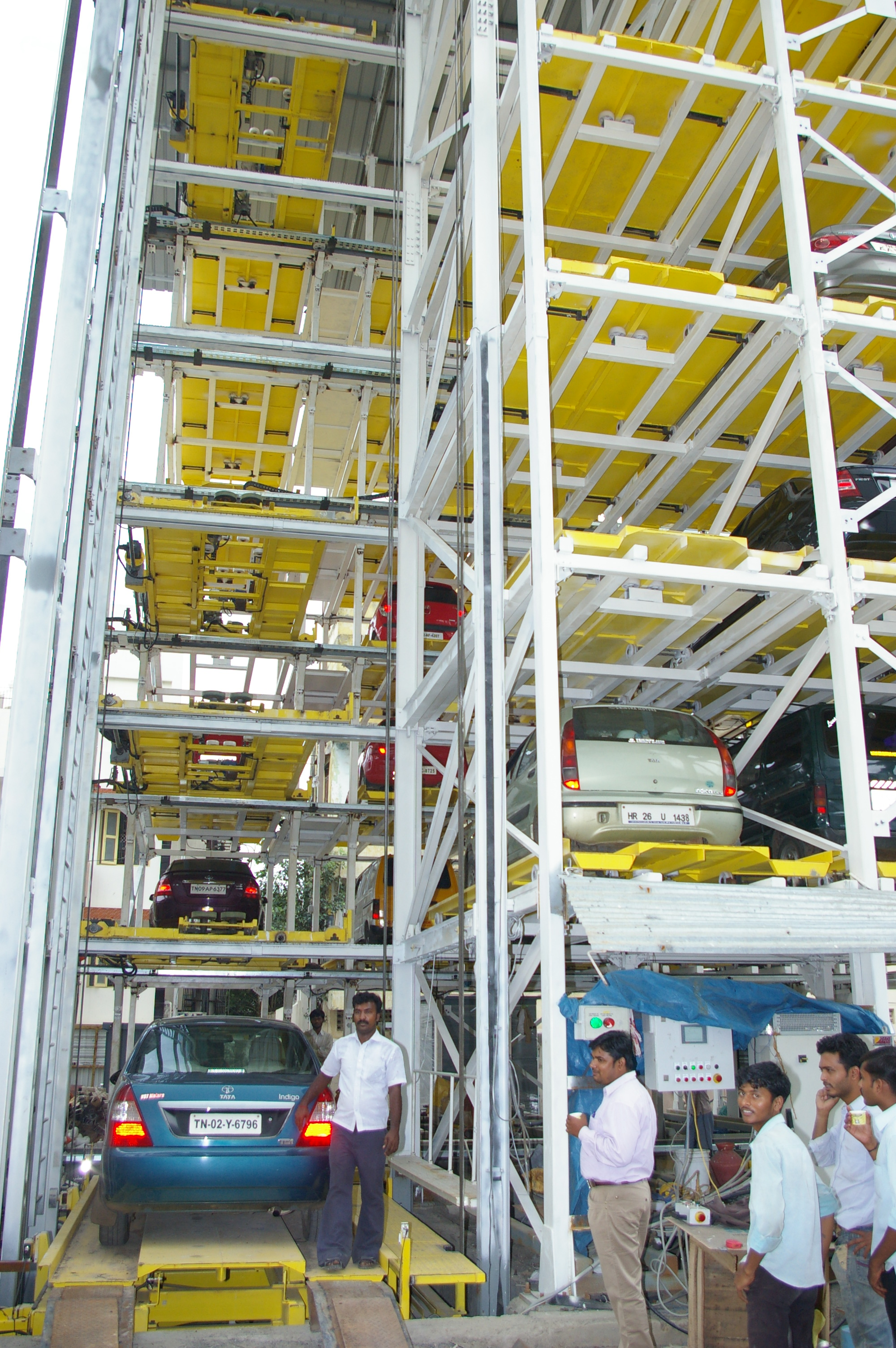
نظام شبه آلي لوقوف السيارات

نظام مواقف السيارات الأوتوماتيكي أو نظام المواقف المؤتمت (بالإنجليزية: Automated parking system أو اختصارا APS) هو نظام ميكانيكي مصمم للتقليل من المساحة أو الحجم المطلوبين لوقوف السيارات، وخاصة في الأماكن المكتظة بالسكان ذات المساحات القليلة. وهو مثل موقف السيارات متعددة الطوابق، يزود السيارات بخدمة الاصطفاف على مستويات متعددة مكدسة عموديا لزيادة عدد أماكن الاصطفاف. يستغل هذا النوع من المواقف نظاما ميكانيكيا لنقل السيارات من وإلى أماكن الوقوف بدلا من السائق، من أجل القضاء على المساحة المهدرة قدر الإمكان. وهو صديق للبيئة، يقلل من الانبعاثات الضارة أثناء عملية الاصطفاف، كما إنه نظام محوسب مبرمج مسبقا دون تدخل بشري، حيث يأخذ النظام تلقائيا أبعاد السيارة وهذا يؤثر على اختيار مكان المركبة.

## التسمية
يُعرف نظام وقوف السيارات الآلي بأسماء مختلفة، بما فيها:
- نظام وقوف السيارات APS
- مرافق وقوف السيارات المؤتمتة APF
- نظام تخزين واسترجاع السيارات AVSRS
- مرآب السيارات الروبوتي

## تاريخ
كانت الفكرة من إنشاء نظام وقوف السيارات الآلي تاريخيا ناتجة عن عاملين: الحاجة لأماكن لوقوف السيارات وندرة الأراضي المتاحة. وكان الاستخدام الأول للنظام في باريس، فرنسا في عام 1905 في "Garage Rue de Ponthieu".
تألف النظام وقتها من هيكل خرساني متعدد الطوابق مع مصعد داخلي لنقل السيارات إلى مستويات عليا، حيث كان يوجد أشخاص يقومون باصطفاف السيارة. مع حلول العشرينات من القرن العشرين، ظهر دولاب هواء شبيه بنظام وقوف السيارات الآلي (للسيارات بدل من الأشخاص) سُمي " Paternoster" والذي أصبح شائع الاستعمال لقدرته على اصطفاف 8 سيارات (كما في الرسم الجانبي)، ولبساطته ميكانيكيا في استخدامه بكثير من الأماكن، بما في ذلك داخل المباني. في نفس الوقت، قامت شركة Kent Automatic Garages بتركيب نظام وقوف السيارات الآلي مع سعة تتجاوز 1,000 سيارة.
شهد نظام وقوف السيارات الآلي طفرة كبيرة من الاهتمام داخل الولايات المتحدة في أواخر أربعينيات وخمسينيات القرن العشرين. وفي عام 1957، تم تركيب أنظمة جديدة من هذا النوع، حيث أن بعض من هذه النظم لا تزال تعمل. ومع ذلك، فقد تضاءل الاهتمام بهذا النظام في الولايات المتحدة بسبب مشاكل ميكانيكية متكررة وفترات الانتظار الطويلة للأشخاص لاسترداد سياراتهم. وقد تجدد الاهتمام بالنظام هذا داخل الولايات المتحدة في تسعينيات القرن العشرين، حيث أن هناك 25 مشروعا حاليا (تمثل ما يقرب من 6,000 مصف لوقوف السيارات) في عام 2012.
يشار بالذكر إلى أنه بينما الفائدة من هذا النظام في الولايات المتحدة قد قلت حتى تسعينيات القرن العشرين، فإن دول أوروبا وآسيا وأمريكا الوسطى قد قامت باستخدامه ولكن بشكل أكثر تقدما من الناحية التقنية منذ سبعينيات القرن العشرين، حيث تم إنشاء ما يقرب من 40,000 مصف لوقوف السيارات في اليابان في أوائل التسعينيات فقط. أما حاليا، فيقدر عددها بنحو 1.6 مليون مصف في عام 2012.

## وصلات خارجية
- فيديو توضيحي عن عمل نظام وقوف السيارات الأوتوماتيكي 1
- فيديو توضيحي عن عمل نظام وقوف السيارات الأوتوماتيكي 2
- تقرير عن نظام وقوف السيارات الأوتوماتيكي في عمّان، الأردن